# Oskar Nygren
Karl Oskar Hugo Nygren, född 6 april 1909 i Södra Unnaryds socken, Småland, död 16 november 1988 i Varberg, var en svensk arkitekt. Han var far till Hans Nygren.
Nygren avlade studentexamen i Halmstad 1928 och tog arkitektexamen vid Kungliga Tekniska högskolan 1932. Han gjorde en studieresa till Italien och Mellaneuropa 1932 och anställdes som biträde på stadsarkitektkontoret i Halmstad. Han var stadsarkitekt i Varbergs stad, Laholms stad och Oskarströms köping, och byggnadskonsulent i Östra Karup, Mellbystrand, Tjärby, Knäred, Söndrum, Harplinge, Skrea, Ullared, Torpa och Ås, Träslöv och Lindberg samt Tvååker.
Oskar Nygren var medlem i Svenska Arkitekters Riksförbund, Svenska Teknologföreningen och Halmstads Rotaryklubb.

## Verk
- Biografen Centrum i Laholm, 1936.[3]
- Oskarströms tandklinik, 1942.[4]
- Brunnen i anslutning till Stig Blombergs staty Staffan Stalledräng i Laholm, 1947.[5]
- Färgaryds kommunhus i Hyltebruk, 1949.[6]
- Villstadskolan i Smålandsstenar, 1951.[7]
- Skavbökeskolan, 1952.[8]
- Sankt Nikolais församlingsexpedition, 1952.
- Furulundsskolan i Halmstad, 1952.
- Östra Karups skola, 1953.[9]
- Nya byggnader för Varbergs lasarett, 1954.[10]
- Sankt Olofsskolan i Halmstad, 1955.[11]
- Falkenbergs posthus, 1956.[12]
- Sibbarps skola, 1957.[13]
- Plönninge skogsbruksskola, 1961.[14]
- Restaurering av Halmstads församlingshem, 1961, med Hans Nygren.[15]
- Varbergs postkontor, 1962.[16]